# 고한 함백산 야생화축제
고한 함백산 야생화축제는 대한민국 최대규모의 야생화 군락지인 강원특별자치도 정선군 고한읍 함백산에서 천연 야생화의 향기와 매년 다양한 주제로 과거 활발했던 광산의 옛모습과, 광산유물, 갱구체험등 다양한 공간을 확보하여 관광객들에게 '훼손에서 자연으로의 복원"이라는 모습을 느낄수 있도록 하였으며 야생화가 갖고 있는 특유의 식용성, 약리성을 알려 폐광도시에서 웰빙관광지로 만드는데 큰 의미를 갖고 또한 대한민국에서 가장높은 지방도가 나있고, 낮 최고기온이 20 °C인 해발 1330m의 만항재에서 무더위에 찌든 도시민들과 사랑하는 가족, 연인, 친구와 시원한 열대야와 모기가 없는 여름밤을 즐길 수 있는 축제이다. 기간은 7~8월중 2주 동안 열린다.